# ジャルやるっ!
『ジャルやるっ!』は、2010年10月2日から2017年9月29日まで関西テレビで毎週土曜日未明（金曜日深夜）に放送されたバラエティ番組である。
2015年3月までは1時間番組だったが、2015年4月からは30分番組となった。

## 概要
『ゼッタイジャルっ!』の後継番組として新たにスタートした。さまざまな企画で街頭ロケを行い、人々の生活や街の風景を切り取りつつジャルジャル・ゲスト・一般人のキャラクターを引き出していく。
2017年9月29日深夜放送をもって最終回を迎えた。

## 出演者
- ジャルジャル（後藤淳平・福徳秀介）

## 1時間番組時代の企画
※がついた企画は、30分番組時代にも2回の放送に分けて放送されている企画。
※留守電だけで探してやるっ!留守電ぐるナビ
ジャルジャルとゲスト（主にジャルジャルより芸歴が先輩の芸人）が、「グルメ芸能人」として主に吉本興業の先輩芸人（稲垣早希など後輩芸人の場合もあり）からの携帯電話への留守電だけをたよりに、放送回に取り上げる街のオススメのグルメ店を探し出す企画。通常放送1回につき、2店分収録・放送されている。
当企画の原点は、前番組「ゼッタイジャルっ!」の2010年9月10日放送回の「水木一郎さんを探せ!」で、水木一郎本人が留守電に居場所のヒントを録音して、ジャルジャルと対面するという企画である。
留守番電話に残されたメッセージは、グルメ芸能人のネタなどの表現によって曖昧になっており、ジャルジャルとゲストが実際に街を歩き協力して、店へのルートを解明していく流れとなっている。
ジャルジャルとゲストは、「アタックカード」によって道行く人にプレイヤーの数だけヒントを聞くことができるが、一度ヒントを聞くと、1人分の食事の権利が没収され、専用ケースにカードを収納する。カードがすべてなくなるとゲームオーバーとなり、誰も料理を食べられなくなる。稀にゲストなどがうっかり通行人に意識せず聞いてしまうことがあり、店にたどり着く前に終了したこともある。スタート前にカードを折って没収となったこともある。
ジャルジャルとゲストがこの店だと思った店を訪ね（主に福徳が担当）、「『ジャルやるっ!』で予約入ってますか?」と聞き、正解の店の場合はその店の人が「予約入ってます」と書いた色紙を見せ、残っていたカードの枚数と同じ人数だけその店の料理を食べることが出来る（食べることができる人はくじ引きで決定）が、不正解だった場合、ヒントを聞いた時と同様に1人分の食事の権利が没収される。
恋愛企画
※MOTO 6（シーズン1）
通行人に過去交際していた恋人に関するインタビューを敢行し、その人の元恋人（元彼氏・元彼女）に連絡をとってもらい、成功して元恋人に対面できれば、さらにその人に元恋人を紹介してもらう、と続けていき、6人成功したら100万円がもらえるという企画。2012年3月2日の放送で6人成功。
YOSO 6
2012年3月16日と4月27日に放送。通行人にインタビューを敢行し、その人の本命の恋人以外の彼氏・彼女（よそカレ・よそカノ）を6人つなげる失礼な企画。
ゼロワンLOVEマッチング
2012年6月15日と7月13日に放送。これまで誰とも付き合ったことがない男女のカップルを成立させる恋愛企画。番組では誰とも付き合ったことがない男性を「ゼロカノ男子」、誰とも付き合ったことがない女性を「ゼロカレ女子」と称する。
MOTO 6 R-20
2012年7月27日から放送。「MOTO 6」のシーズン2である。シーズン1のルールに加え、つなげる元恋人の年齢が全員20歳以上に限定され、難易度が上がった。6人成功すればジャルジャルは100万円をもらえる。2012年12月21日の放送で6人成功。
スーパーMOTO 6 R-X
2013年1月25日放送。「MOTO 6 R-20」で成功し100万円をもらったジャルジャルが賞金増をかけて行った企画。シーズン1のルールはそのままに、ルーレットでジャルジャルが年齢制限を決定。その年齢以上の元恋人を6人つなげられればもらえる賞金が増えるが、失敗すると100万円を没収され、「MOTO 6 R-20」に再挑戦しなければならない。
彼氏がパパにごあいさちゅー　パパ彼ちゅー
2014年12月12日から放送。親公認のカップルを生み出すべく背中を押す企画。まだ彼氏を（彼女の）パパに紹介していないカップルを探し出し、以下の4段階のステップを実行できるかどうかを見届ける。ステップ1「彼女がパパに彼氏を紹介したいと思う」→ステップ2「彼氏が覚悟を決める」→ステップ3「パパと彼氏がご対面」→プラチナステップ「パパと彼氏が「ちゅー」をする」プラチナステップを達成できたパパには「より仲良くなれるように」とお食事券がプレゼントされる。
ジャルジャルのどっちがどっちだ!?
どっちが後藤で、どっちが福徳かいまだに区別がついてない人がいるという設定のもと、さまざまなオリジナルゲームに挑戦し、その勝ち負けで福徳・後藤のどちらかを覚えてもらう企画。「ゼッタイジャルっ!」からの継続企画であったが、初期にしか行われていない。
※親子の絆を取り戻せ!バーバーおかん
2011年5月20日から放送。通行人にインタビューを敢行し、当人の母親（おかん）に散髪を依頼・実行してもらう企画。実行した親子には、さらに絆を深めてもらうようにと温泉旅行がプレゼントされる。
10万円使い切るまで買いまくれ! THEキャッシングシャッター
2012年4月6日から放送。ジャルジャルとゲストが「買え買え団」チームと「追え追え団」チームに分かれて、買い物をしながら鬼ごっこを行う企画。
基本ルール
- チーム分けは抽選で決定し、買え買え団は追え追え団から自腹で徴収した10万円（これが挑戦資金となる）を持って逃走開始（関西テレビ社屋がスタート地点）。
- 買え買え団は事前に買い物リスト（ゲストの欲しいもの・やりたいこと4つとジャルジャルの欲しいもの・やりたいこと1つの合計5つ）を作成し、逃走開始と同時に追え追え団に渡す。追え追え団から逃げつつ、買い物リストに記入した内容を必ず実行し、10万円を消費しなければならない。
- 追え追え団は、買え買え団が逃走を開始して30分後にスタートし（それまではリスト等を参考に関西テレビ内にて作戦を組む）、そこからカウントダウン開始。3時間以内に買え買え団を捕まえる。

勝利条件
- タイムリミット（終了のアラームが鳴った後）までにリスト全ての項目をクリアし、なおかつ10万円が残金99円以下になるまで使い切れば、買え買え団の勝利となる。
- 捕まってしまったり、時間内にリストの項目を全て実行できなかった場合は追え追え団の勝利となり、買え買え団は追え追え団から預かった10万円を全額自腹で返金しなければならない。何らかの商品を購入していた場合、それらは全品没収（追え追え団が横取り）となる。
- 残金が100円以上残った状態で時間切れになってしまった場合でも追え追え団の勝利となる。

補足
- 両チームには予めタブレット端末が渡されており、それを使用して後述の連絡をしなければならない。
- 端末を用いた情報収集はできるが、お互いの位置を特定することはできない（後述のGPSチャンスを除く）。
- 買え買え団は（移動、品物の購入を問わず）支払いがあった際に、場所と使用の明細を写メに撮り、追え追え団に送信しなければならない。。

追え追え団はリストと写メを手掛かりに、相手を追跡する。聞き込みやインターネット、電話による情報収集を使っても構わず、来ると思しき店舗に協力を要請してもよい。
- 追え追え団は、相手の現在位置が分かる「GPSチャンス」を2回使える（この際、別のタブレット端末が渡される）。GPSチャンスが使用されると、通知メールが相手に送信される。
- 買え買え団の行動範囲は関西2府4県ならどこでも自由で、移動手段も（金額の範囲内なら）何を使っても構わない。
- 残金を99円以下にするために、買い物リストと関係ないことに金を使っても構わない。
- 2013年2月15日に放送されたアンガールズとの回（福徳・田中卓志が買え買え団、後藤・山根良顕が追え追え団）では追え追え団の追跡開始からわずか10分でゲーム終了。尺が足りないため救済措置として、残り2時間（追え追え団は15分後追跡開始）、残金は確保時のままで残りの3項目を実行してもらう。逃げ切った場合はそのままだが、捕まった場合は没収・返金に加えさらに10万円の罰金を払ってもらうという延長戦を行った。

めざせ懐物王!サンピース→めざせ懐俗王!サンピース
2012年11月16日から放送。同年11月30日の第2回からは「めざせ懐俗王!サンピース」にタイトル変更。クジで決まった懐俗物（懐かしくて俗っぽい物。子供の頃流行したが、今ではほとんど目にしない物）3つを探す企画。制限時間は3時間。お店で見つけるのではなく人の家の中にあるものでないといけない。3つ全て見つけられれば高級焼き肉が食べられるが、1つも見つけられない場合は罰ゲームがある。お宝手配書は「悪魔の実」を食べることにより途中で3回までチェンジできるが、1回チェンジするごとにつきご褒美の焼き肉が1人前ずつ減ってしまう。
初成功はダイアンと挑戦した回（2013年3月8日放送）で、探した懐俗物はルーズソックス、ゲームボーイ、ボディコン。
2014年7月25日放送分では「ジャルやるっ！怒涛の5連発！どっちも30になったし大人になってこの夏はひと皮むけるぜ!SP」の企画の一つとして「サンピースinおふらんす」というタイトルでパリで日本製品を10個探すという特別編が行われた。手配書は「マンガ・音楽・食品・家電・ノンジャンル」の5つのカテゴリーがあり、カテゴリーごとに「番組が指定したもの1つ」と「何でもいいから1つ」を見つけ出す。制限時間は約10時間、達成できればステーキを食べられる。
※55人の諭吉
2013年10月11日から放送。スーツ（AOKIが衣装提供。夏はクールビズ仕様）を着用して挑戦する。街を行く人に声をかけ、財布に入っている1万円札（福沢諭吉）を見せてもらう。その合計が3時間以内にちょうど55枚（2013年に迎えた関西テレビ開局55周年にちなむ）になればクリア。オーバーするとドボンで0からやり直しの上、全部で10人にしか枚数を聞けないので、相手を慎重に選ぶ必要があるが、慎重になり過ぎると10人目に聞く前にタイムアップになってしまう。諭吉が「ぴったり55人」になると、世界各国の紙幣×55枚分の賞金がもらえる。どの国の紙幣になるかはクジでひいて決める。最高額になるのは100ユーロ紙幣。
初成功は千原せいじと挑戦した回（2013年11月1日放送）で、8人目で「ぴったり55人」達成。その後のクジで1ドル札を引いたため、賞金は5390円（当時レート）だった。
リレキDEしりとり ググって5
2014年4月25日から放送。街を行く人に声をかけ、スマートフォンの検索履歴を見せてもらう。その中の言葉を使って、3時間以内に5人しりとりができればクリア。最初に決めた文字で始まる検索履歴を持つ人を探し、その人の検索履歴の1つを選んでしりとりでつなげる。次はその最後の文字で始まる検索履歴を持つ別の人を探すというのを、5人つながるまで繰り返す。機種や設定によっては検索履歴が残らない場合もあるため、「空振り」もしばしばある。
※ジャル大センター試験
2014年5月23日から放送。ジャルジャルとゲストが私立後藤高校と聖（セント）フクトク学園の2チームに分かれて、町中に隠された問題を解き、点数を競う。ビーコンを利用した専用のレーダーアプリを搭載したiPadを使って問題（赤本を模したデザインになっており、教科名が書かれている）を探し出すシステム。半径15m以内に問題を見つけると反応し、その問題をiPadにかざすと出題内容が明らかになる（同じ問題が複数用意されていることもある）。出題内容は街の人にインタビューをしたり、指定された店を探し出してそこのメニューを注文・完食したり、時には相手チームを探し出さないと解答できない問題もある。正解できれば設定された点数が入り、次の問題を探せる。時間切れの時点で点数が多いほうの勝ち。負けたチームには「追試」という名目で罰ゲームがある。

## 30分番組時代の企画
彼ケーHAPPY　この人ダ～レ?
2015年4月3日から放送。ジャルジャルがカップルを探し出し、彼氏の携帯電話の電話帳に入っている女性の名前を彼女に見てもらう。その中から彼女が気になった女性を1人選び、その場で電話をかける。もし相手が出ればカップルには食事券が贈られる。
まる見え!のぞき見ハンティング
2015年4月10日から放送。ゲストが「みられター」となって逃げ回り、「のぞいター」となったジャルジャルが捕まえる鬼ごっこ系ゲーム。
基本ルール
「みられター」はスタート地点から車で15分圏内(半径4km程度)の範囲を移動しながら、一般の人に食事をごちそうすることが目的。
- ただし「みられター」は目線の高さにウェアラブルカメラを装着させられており、「のぞいター」に任意のタイミングで視界の映像を見られるが、見られた事実を知ることはできない。
- また、逃走の際は移動以外の行為であれば飲み物を購入したり攪乱のために私的な行動をするなど自由に現金を使うことができる。

「のぞいター」は逃げる「みられター」を追い掛け、時間内に捕まえるのが目的となる。
- 「みられター」は「のぞいター」が装着しているウェアラブルカメラから映された映像を任意のタイミングで見ることができ（音声も聞こえる）、さらに映像から得た情報はスマートフォンを用いて検索できる。これらの情報を頼りに「みられター」を追いかける。
- ただし映像を見るにはスタート時に10枚与えられている「のぞき見コイン」を1回につき1枚消費する必要がある。1回で見ることができる時間は30秒間だけとなる。

勝利条件
「みられター」は1時間以内に一般の人（番組内では「おごられター」と表現される）に食事をおごり、店外で「ごちそうさま」と言わせることができれば勝ち。その場合は「のぞいター」が使用したのぞき見コイン1枚につき5000円を賞金として「のぞいター」から自腹で徴収できる。なお、「おごられター」に「ごちそうさま」と言わせなければ捕獲されるか制限時間の許す限り別の食事も可能。
「のぞいター」は1時間以内に「みられター」を探し出し、「捕獲ステッカー」を貼り付ければ勝ちとなり、使用しなかったのぞき見コイン1枚につき5000円を賞金として「みられター」から自腹で徴収。
「みられター」が「ごちそうさま」を言わせる前にタイムアップになった場合も「のぞいター」の勝ちとなる。
なお、いずれの場合も「みられター」が逃走中に使用した費用は、敗者が自腹で精算する。
超えろ。後藤市長
2015年6月12日から放送。
放送当時、父親が吹田市長であった後藤が「ジャル市」の市長となって、社会のあらゆる不満を解決するために新法案を提案していく。
毎回一つの業界にスポットを当て、実態調査を行った末に新法案を考え出し、当事者7人の投票で可決か否決かをジャッジする。
見た目は何点?ピッタリ同点女子
2015年8月21日のスペシャルで初登場、レギュラーでは同年10月16日から放送。
街ゆく女性に、「あなたの見た目は100点満点中、何点ですか?」と質問し、答えてもらった人に「ピッタリ同点の女性」を探してもらう。見事ピッタリ一致すると、その2人に豪華賞品が贈られる。なお、結果のいかんに係わらず、最後に女性2人でツーショット写真を撮影する儀式がある。
文字数バトル　サンパチーノ
2016年4月15日から放送。
ジャルジャルにゲスト1人を加えて3人で行う。順番は最初にカードを引いて決める。
料理店で好きな料理を注文しては食べ、その文字数を足し算して38（のちに50など設定された文字数）を超えたら負けになるゲーム。ただし、注文できるのは「メニューに写真が掲載されている16品」だけで、その料理名はめくりによって隠されている（4月15日放送分では実際に店で使われていたメニューを使用していて、写真が掲載されていない料理は注文できないが名前が出ているのである程度のヒントになっていた）。
注文を確定したらその料理を食べ、めくりを剥がして料理名を発表、その文字数を足し算していく（同じチャーハンでも、「炒飯」なら2文字、「チャーハン」なら5文字とカウントされる）
料理名の合計が設定された文字数を超えたら「バースト」でその人が負けとなり「イタリアン罰ゲーム」（イタリアの国旗に使われている緑・白・赤の3色に塗られた「イタリアンハリセン」、3色に塗られた「イタリアンゴムパッチン」、訪れた料理店で3色の食材を使って作られた料理）を受ける。ちょうど設定文字数になった場合は「サンパチーノ」達成で一人勝ちとなり、他の2人が罰ゲームを受ける。
ドキドキラブLINE
2016年9月16日から放送。
ジャルジャルが「ラブドクター」（ドクター後藤、ナース福徳）となって街ゆく女性の恋の病（悩み）を治療（解決）すべく診断し、処方箋として、彼氏をドキッとさせるLINEのメッセージを考え、実際に送信してその成り行きを観察する。
真の美しさをさらしたまえ!すっぴんボウリング
2016年10月14日から放送。
「真の美しさはすっぴんにあり」という信念のもと、ジャルジャルが「美の女神の使い」となり、すっぴんがキレイそうな女性を探し出し、ガター無しの特設レーンでボウリングにチャレンジしてもらう。
10本中2本ある「すっピン」（ピンク色に白い字で「す」と書かれている）を2本とも残せば「メイク美人」と認定、メイク代としてジャルジャルの自腹で2万円が与えられる。
「すっピン」を1本でも倒せば「すっぴん美人」と認定。その場でメイクを落としすっぴんを公開しなければならない。この場合は、美肌セットが与えられる。
クイズ！そっくりスター8
2017年3月10日から放送。
昭和のクイズ番組の司会者に扮した後藤が、待ちゆく人に声をかけ、今まで言われたことのある有名人を聞きだす。福徳と、ゲスト1名がその人がだれに似ていると言われたことがあるのかをヒントも与えられながら当てるというもの。初回の放送では、自信の具合によって賞金を懸ける額を設定できたが、2回目の放送からは1人正解につき、一律5000円がもらえる。
あなたは神対応できますか?いきなり!謝罪会見!
2016年12月23日から放送。（2時間スペシャルの特別コーナーとして）　通常放送では2017年5月26日から放送。
謝罪会見の弁護士役の後藤が待ちゆく人に声をかけ、その人の謝らなければならないことを聞きだし、謝罪会見を開いてもらおうというもの。芸能リポーターの中西正男と女性週間記者役の福徳、ゲスト1名が周りを取り囲み、謝罪人を問い詰める。後藤は弁護役に回って、芸能人さながらの謝罪会見をしてもらう。謝罪人にはお食事券5000円分が贈られる。

## スタッフ
- ナレーター: 橋本マサキ
- 構成: 武輪真人、上地茂晴、森、和田義浩、友光哲也
- ブレーン：山下貴
- CAM: 鈴木智雄 (カンテレ)、吉田満、細川貴史
- MIX: 小野浩一 (カンテレ)、長池哲、梅津順平、櫛野秀樹
- LD: 大石竜也 (カンテレ)
- 編集: 古賀喜和
- 効果: 森原健晃、田淵健太
- 美術プロデューサー: 乗本孝治（カンテレ）
- デザイン: 井内克信
- 美術進行: 永田道徳
- 車両: 大森好行・中尾正伸（フォレスト）
- メイク: 北山里香
- タイトル: 大和安芸子
- ロゴデザイン・CG: 井口和俊（スタジオ・ビーアンドエム）
- 協力: バックアップメディア、ファンズプロダクション、ロボッツ、ディヴォーション、テレコープ、ウエストワン、大阪共立、テクニカルアート
- 宣伝: 大西千絵（カンテレ）
- ディレクター: 生垣晃・泉雄介（共にカンテレ）、加藤伸一 (BACK-UP)、四宮孝史 (FUNS)、吉田昌平・植村文雄（共によしもとクリエイティブ・エージェンシー）、秀島光樹（ロボッツ）、谷村洋平（ロボッツ）[12]
- プロデューサー: 水戸徹（カンテレ）、嶋和也（よしもとクリエイティブ・エージェンシー）
- 制作協力: 吉本興業
- 制作著作: カンテレ（関西テレビ放送）

### 過去のスタッフ
- ナレーター: マツモトアキノリ
- 構成: 藤井直樹
- 編集: 大須賀真紀・川合尉嗣 (いずれもカンテレ)
- MA: 井田憲吾
- 美術プロデューサー: 池田和彦・河真裕美 (いずれもカンテレ)
- スタイリスト：中村陽子
- 車両: 堀田茂彦・大森好行（フォレスト）
- メイク: 今次一美、藤原なおみ、パウダー
- タイトル: 兵頭和也
- 広報: 長谷川由紀・羽藤ゆかり (いずれもカンテレ)
- 宣伝：日下俊彦（カンテレ）
- アシスタントプロデューサー: 村野裕亮（よしもとクリエイティブ・エージェンシー）
- ディレクター: 高原礼子・萩原崇・松川さやか (いずれもカンテレ)、石田耕平（よしもと）小南彰 (いずれもFUNS)
- プロデューサー: 田中淳・佐野拓水 (いずれもカンテレ)、薮内美賀・金子剛・谷垣和歌子・重枝栄子（いずれも、よしもとクリエイティブ・エージェンシー）

## ネット局
| 放送対象地域 | 放送局     | 放送日時              | 放送開始日    | 備考   |
| ------------ | ---------- | --------------------- | ------------- | ------ |
| 近畿広域圏   | 関西テレビ | 金曜日深夜0:40 - 1:10 | 2010年10月1日 | 制作局 |

### 過去のネット局
- 熊本県: テレビ熊本（2011年4月8日 - 10月21日）
- 山形県: さくらんぼテレビ（2011年10月4日 - 2012年3月27日）
- 岡山県・香川県: 岡山放送（2011年4月22日 - 2013年11月1日）
- 広島県: テレビ新広島（2012年4月19日 - 2014年3月27日）
- 高知県: 高知さんさんテレビ（2011年4月7日 - 2014年3月27日）